# 列昂尼德·托普圖諾夫
列昂尼德·費多羅維奇·托普圖諾夫（烏克蘭語：Леонід Федорович Топтунов，1960年8月16日—1986年5月14日），蘇聯核子工程師，於1986年4月26日車諾比核災發生當晚擔任車諾比核電廠4號反應爐控制高級總工程師。

## 車諾比核電廠
車諾比核災發生後，他與亞歷山大·費奧多羅維奇·阿基莫夫一起手動打開水閥，試圖增加反應爐的供水量，在此期間他們開始出現急性放射綜合症的症狀。他們被其他工人發現並送往醫務室。在事故中，他受到了1300雷姆的致命輻射劑量。他被送往普里皮亞季醫院，但很快就被轉移到莫斯科第六醫院。
1986年5月14日，列昂尼德·費奧多羅維奇·托普圖諾夫因急性輻射中毒去世，並被安葬在莫斯科的米廷斯科耶公墓。